# Pazarspor
Pazarspor ist ein türkischer Sportverein aus dem Landkreis Pazar der Provinz Rize. Der Fußballverein spielt seit dem Aufstieg zur Saison 2004/05 in der dritten türkischen Liga. Die Spiele werden im Pazar İlçe Stadyumu ausgetragen, in dem 2.500 Zuschauer Platz finden. Der Verein wurde 1973 gegründet. Pazarspor ist aktuell neben Çaykur Rizespor der einzige Fußballverein der Provinz Rize, der im türkischen Profifußball mitwirkt.

## Geschichte

### Systembedingter Abstieg in die TFF 3. Lig
Da mit der Saison 2001/02 der türkische Profi-Fußball grundlegenden Änderungen unterzogen werden sollte, wurden bereits in der Spielzeit 2000/01 Vorbereitungen für diese Umstellung unternommen. Bisher bestand der Profifußball in der Türkei aus drei Ligen: Der höchsten Spielklasse, der einspurigen Türkiye 1. Futbol Ligi, der zweitklassigen fünfspurig und in zwei Etappen gespielten Türkiye 2. Futbol Ligi und der drittklassigen und achtgleisig gespielten Türkiye 3. Futbol Ligi. Zur Saison 2001/02 wurde der Profifußball auf vier Profiligen erweitert. Während die Türkiye 1. Futbol Ligi unverändert blieb, wurde die Türkiye 2. Futbol Ligi in die nun zweithöchste Spielklasse, die Türkiye 2. Futbol Ligi A Kategorisi (zu dt.: 2. Fußballliga der Kategorie A der Türkei), und die dritthöchste Spielklasse, die Türkiye 2. Futbol Ligi B Kategorisi (zu dt.: 2. Fußballliga der Kategorie B der Türkei), aufgeteilt. Die nachgeordnete Türkiye 3. Futbol Ligi wurde fortan somit die vierthöchste Spielklasse, die TFF 3. Lig. Jene Mannschaften, die in der Drittligasaison 2000/01 lediglich einen mittleren Tabellenplatz belegten, wurden für die kommende Saison in die neugeschaffene vierthöchste türkische Spielklasse, in die 3. Lig, zugewiesen. Pazarspor, welches die Liga auf dem 5. Tabellenplatz beendet hatte, musste so systembedingt in die 3. Lig absteigen.

### Rückkehr in die 3. Liga
Nach der Spielzeit 2003/04 stieg der Verein bis in die vierte Liga ab und spielte zehn Jahre lang in der TFF 3. Lig. In der Viertligasaison 2012/13 erreichte man den 5. Tabellenplatz und qualifizierte sich so für die Playoffs der Liga. In den Playoffs setzte man sich im Halbfinale erst gegen Fatih Karagümrük SK mit 5:4 durch. Im Finale besiegt man nach Elfmeterschießen Tekirova Belediyespor und erreichte so den indirekten Aufstieg in die TFF 2. Lig.

### Neuzeit
Im Sommer 2016 verfehlte der Verein den Klassenerhalt in der TFF 2. Lig und kehrte damit in die TFF 3. Lig zurück.

## Erfolg
- Meister der TFF 3. Lig (1): 2004/05
- Playoffsieger der TFF 3. Lig (1): 2012/13
- Aufstieg in die TFF 2. Lig (1): 2004/05, 2012/13

## Kader Saison 2023/24
| Nr. |        | Position | Name                |
| --- | ------ | -------- | ------------------- |
| 23  | Turkei | TW       | Dursun Miraç Vural  |
| 48  | Turkei | TW       | Halil Kaşlı         |
| 74  | Turkei | TW       | İbarhim Bağcı       |
|     | Turkei | TW       | Erdem Karahan       |
| 2   | Turkei | AB       | Fatih Cin           |
| 3   | Turkei | AB       | Enes Salih Çavdar   |
| 4   | Turkei | AB       | Kemal Emirhan Aydın |
| 45  | Turkei | AB       | Ensar Çavuşoğlu     |
| 53  | Turkei | AB       | Aykut Civelek       |
| 75  | Turkei | AB       | Emircan Bayrakdar   |
| 88  | Turkei | AB       | Furkan Mızrak       |
| 6   | Turkei | MF       | Ali Alperen Çelik   |
| 7   | Turkei | MF       | Hacı Şükrü Çiçek    |
| 8   | Turkei | MF       | Emre Turan          |

| Nr. |        | Position | Name                 |
| --- | ------ | -------- | -------------------- |
| 13  | Turkei | MF       | Emirhan Temur        |
| 16  | Turkei | MF       | Batuhan Tunçay       |
| 17  | Turkei | MF       | Oğuzhan Eskiköy      |
| 21  | Turkei | MF       | Esat Kabahel         |
| 27  | Turkei | MF       | Ahmet Can Arık       |
| 9   | Turkei | ST       | Muhammet Kalkan      |
| 10  | Turkei | ST       | Göktuğ Yılmaz        |
| 11  | Turkei | ST       | Yavuz Alemdar        |
| 30  | Turkei | ST       | Alperen Aşkın Erol   |
| 70  | Turkei | ST       | Efe Taylan Altunkara |
| 90  | Turkei | ST       | Mustafa Apardı       |
| 97  | Turkei | ST       | Remzi Kolcuoğlu      |
| 99  | Turkei | ST       | Talha Enes Dege      |

Letzte Aktualisierung: 23. Februar 2024

## Trainer (Auswahl)
- Erdem Acar
- Mustafa Reşit Akçay
- Cesarettin Alptekin
- Cüneyt Biçer
- Zafer Bilgetay
- Hasan Çelik
- Yaşar Elmas
- Ercan Ertemçöz
- Kenan Gönen
- Bahaddin Güneş (November 2007 – März 2008)
- Turgut Kural
- Şevki Tonyalı
- Hasan Vezir

## Präsidenten (Auswahl)
- Hüseyin Yangın